# Juego de ajedrez
"Juego de Ajedrez" é uma canção do cantor porto-riquenho Ricky Martin, lançada como sexto single do álbum de estreia do cantor, intitulado Ricky Martin (1991). A canção foi lançada em 3 de agosto de 1992 e veio acompanhada de um videoclipe.

## Formatos e lista de faixas
Latin America promotional 12" single
1. "Juego de Ajedrez" – 3:08